# Rosa Doz y Gordon
Rosa Doz y Gordon (Madrid, 26 de desembre de 1812 – Panticosa, 14 d'agost de 1875), coneguda habitualment pel títol nobiliari de marquesa vídua de Monreal i de Santiago, va ser una noble, filantropa i benefactora espanyola.
Filla de Fermín Doz y Aguirre i de Margarita Gordon y Archimbaud, d'origen escocès, va néixer a Madrid el 26 de desembre de 1812. Va ser educada al convent d'ursulines de Birmingham, al Regne Unit. Es casà el 1838 amb Pedro Bernaldo de Quirós, militar i noble, marquès de Monreal, Cimada i Santiago. La parella va tenir quatre fills, però tots van morir prematurament i, finalment, Doz enviudà del seu marit el 1861.
El 1854 va ser nomenada dama personal de la reina Isabel II.
A causa de la mort de tots els seus familiars, Doz va decidir dedicar la resta de la seva vida a la beneficència i les obres pietoses. Cal destacar el finançament de les Escuelas Dominicales el 1865, una institució fundada originalment per la comtessa d'Humanes i en decadència en aquell moment, de les quals es van obrir més centres. El 1870 fundà a Madrid les Escuelas Católicas, una escola per a nens pobres al barri de San Andrés, l'Associació de la Vela dedicada al Santíssim Sagrament i a la Mare de Déu dels Àngels, així com una capella pública a Cuatro Caminos, que fins llavors no disposava de centre religiós. En algun moment fundà també la congregació de les Germanes Pobres. Val a dir que la seva influència també va ser important en la fundació del convent de caputxins d'Arenys de Mar i de carmelites a Marquina.
La marquesa va morir el 14 d'agost de 1875 mentre s'estava als Banys de Panticosa (Osca) per recomanació del seu metge.